# Ailín Salas
Ailín Salas (Aracaju, Sergipe; 14 de julio de 1993) es una actriz brasileña, que realizó su carrera en Brasil y en Argentina.

## Cine
| Año  | Películas                | Personaje           | Dirección                                | Notas         |
| ---- | ------------------------ | ------------------- | ---------------------------------------- | ------------- |
| 2007 | XXY                      | Roberta             | Lucía Puenzo                             | Debut en cine |
| 2007 | El tesoro del portugués  | Camila              | Néstor Paternostro                       |               |
| 2008 | La sangre brota          | Vanesa              | Pablo Fendrik                            |               |
| 2009 | El niño pez              | Ailín Guayi de niña | Lucía Puenzo                             |               |
| 2010 | La mirada invisible      | Inés                | Diego Lerman                             |               |
| 2010 | La mosca en la ceniza    | Francisca / Denise  | Gabriela David                           |               |
| 2010 | Malasangre               | Desaparecida        | Paula Hernández                          | Cortometraje  |
| 2011 | Dulce de leche           | Ana                 | Mariano Galperin                         |               |
| 2011 | La vida nueva            | Sol                 | Santiago Palavecino                      |               |
| 2011 | Otros silencios          | Lila                | Santiago Amigorena                       |               |
| 2012 | Abrir puertas y ventanas | Violeta Tauss       | Milagros Mumenthaler                     |               |
| 2012 | La araña vampiro         | Camila              | Gabriel Medina                           |               |
| 2012 | Dromómanos               | Brasil              | Luis Ortega                              |               |
| 2013 | Vidrios                  |                     | Ignacio Bollini y Federico Luis Tachella |               |
| 2013 | Ludmila en Cuba          | Ludmila Vieytes     | Luis Ortega                              | Cortometraje  |
| 2013 | Algunas chicas           | Paula               | Santiago Palavecino                      |               |
| 2014 | Al Desentendido          |                     | Mauricio Escobar Durán                   |               |
| 2014 | La vida de alguien       | Luciana             | Ezequiel Acuña                           |               |
| 2015 | Onyx                     | Anahí               | Nicolás Teté                             |               |
| 2015 | Mariposa                 | Romina              | Marco Berger                             |               |
| 2015 | Eva no duerme            | Juana               | Pablo Agüero                             |               |
| 2015 | Resplandecientes         |                     | Sebastián Zayas                          | Cortometraje  |
| 2016 | La helada negra          | Alejandra           | Maximiliano Schonfeld                    |               |
| 2016 | Lulú                     | Ludmina Vieytes     | Luis Ortega                              |               |
| 2016 | Hija única               | Julia / Delfina     | Santiago Palavecino                      |               |
| 2017 | La sierva                | Sierva              | Sebastián Loran                          | Cortometraje  |
| 2018 | Con este miedo al futuro | Jazmín              | Ignacio Sesma                            |               |
| 2018 | The Broken Ones          | Ailin               | Carla Finco                              | Cortometraje  |
| 2019 | Boni Bonita              | Beatriz             | Daniel Barosa                            |               |
| 2019 | Un rubio                 | Julia               | Marco Berger                             |               |
| 2019 | El diablo blanco         | Anahi               | Ignacio Rogers                           |               |
| 2020 | Noch ein bewölkter Tag   | Nueva Inquilina     | Juan Carlos Lo Sasso                     | Cortometraje  |
| 2021 | Bahía Blanca             | Silvana             | Rodrigo Caprotti                         |               |
| 2022 | Matadero                 | Bárbara             | Santiago Fillol                          |               |
| 2024 | El rectángulo de ángeles | Nina                | Nicolás Galliano                         |               |
| 2024 | Paisaje                  | Eugenia             | Matías Rojo                              |               |
| 2024 | Los amantes astronautas  | Lula                | Marco Berger                             |               |
| 2024 | Sin salida               | Camila              | WHO                                      |               |

## Televisión
| Año       | Título                                  | Personaje         | Canal           | Notas                                               |
| --------- | --------------------------------------- | ----------------- | --------------- | --------------------------------------------------- |
| 2011      | El puntero                              | Amiga de la Pochi | Canal 13        |                                                     |
| 2011      | Televisión x la inclusión               | Lucía             | Canal 9         | Episodios 3 y 4: "La violinista"                    |
| 2012      | En terapia                              | Clara Salinas     | TV Pública      | Primera temporada                                   |
| 2012      | Amores de historia                      | Lina              | Canal 9         | Episodio 5: "David y Lina"                          |
| 2012      | Daños colaterales                       | Rosario Irrazábal | Canal 13        | Programa especial de único envío                    |
| 2012-2015 | Presentes                               | Mariana Ojeda     | Canal Encuentro |                                                     |
| 2014      | La celebración                          | Andrea            | Telefe          | Episodio 7: "Madre"                                 |
| 2014      | Doce casas, Historia de mujeres devotas | Josefina          | TV Pública      | Episodio 7: "7º semana – julio. Historia de Andrea" |
| 2016      | La última hora                          | Roberta Smukler   | TV Pública      | Episodio 10 y 12                                    |
| 2019      | Clorofilia                              | Ella misma        | Canal Encuentro | Miniserie documental                                |
| 2019      | Broder                                  | Roma              | TV Pública      |                                                     |
| 2019-2021 | El Tigre Verón                          | Estefanía Miranda | Canal 13        |                                                     |

## Premios y nominaciones
| Año  | Premiación            | Categoría  | Trabajo nominado | Resultado | Ref.        |
| ---- | --------------------- | ---------- | ---------------- | --------- | ----------- |
| 2013 | Premios Martín Fierro | Revelación | En terapia       | Nominada  | [ 2 ] [ 3 ] |